# Kossi Agassa
Kossi Agassa (Lomé, 2 juli 1978) is een Togolees voetballer die als doelman speelt. Hij verruilde in 2008 Hércules CF voor Stade Reims. Hij debuteerde in 1998 in het Togolees voetbalelftal.

## Clubcarrière
Agassa speelde in Afrika voor het Togolese Étoile Filante de Lomé en het Ivoriaanse Africa Sports. In 2002 trok hij naar het Franse  FC Metz. Na vier seizoenen in Noord-Frankrijk trok hij naar het Spaanse Hércules CF. Al na één jaar keerde hij terug naar Frankrijk en tekende hij bij Stade Reims. In het seizoen 2009/10 werd hij uitgeleend aan FC Istres. In het seizoen 2010/11 werd hij de vaste doelman van Stade Reims. In 2012 steeg hij met de club voor het eerst sinds 33 jaar naar de Ligue 2.

## Interlandcarrière
Agassa debuteerde in 1998 voor het Togolees voetbalelftal. Sindsdien speelde hij meer dan zeventig interlands. Hij was met Togo actief op het WK 2006 in Duitsland.